# Pasian di Prato
Pasian di Prato (friülà Pasian di Prât) és un municipi italià, dins de la província d'Udine. L'any 2007 tenia 9.187 habitants. Limita amb els municipis de Basiliano, Campoformido, Martignacco, Tavagnacco i Udine.

## Administració
| Període | Identitat        | Partit        |
| ------- | ---------------- | ------------- |
| 2004-   | Lorenzo Tosolini | Llista cívica |